# St. Georg (Toba)

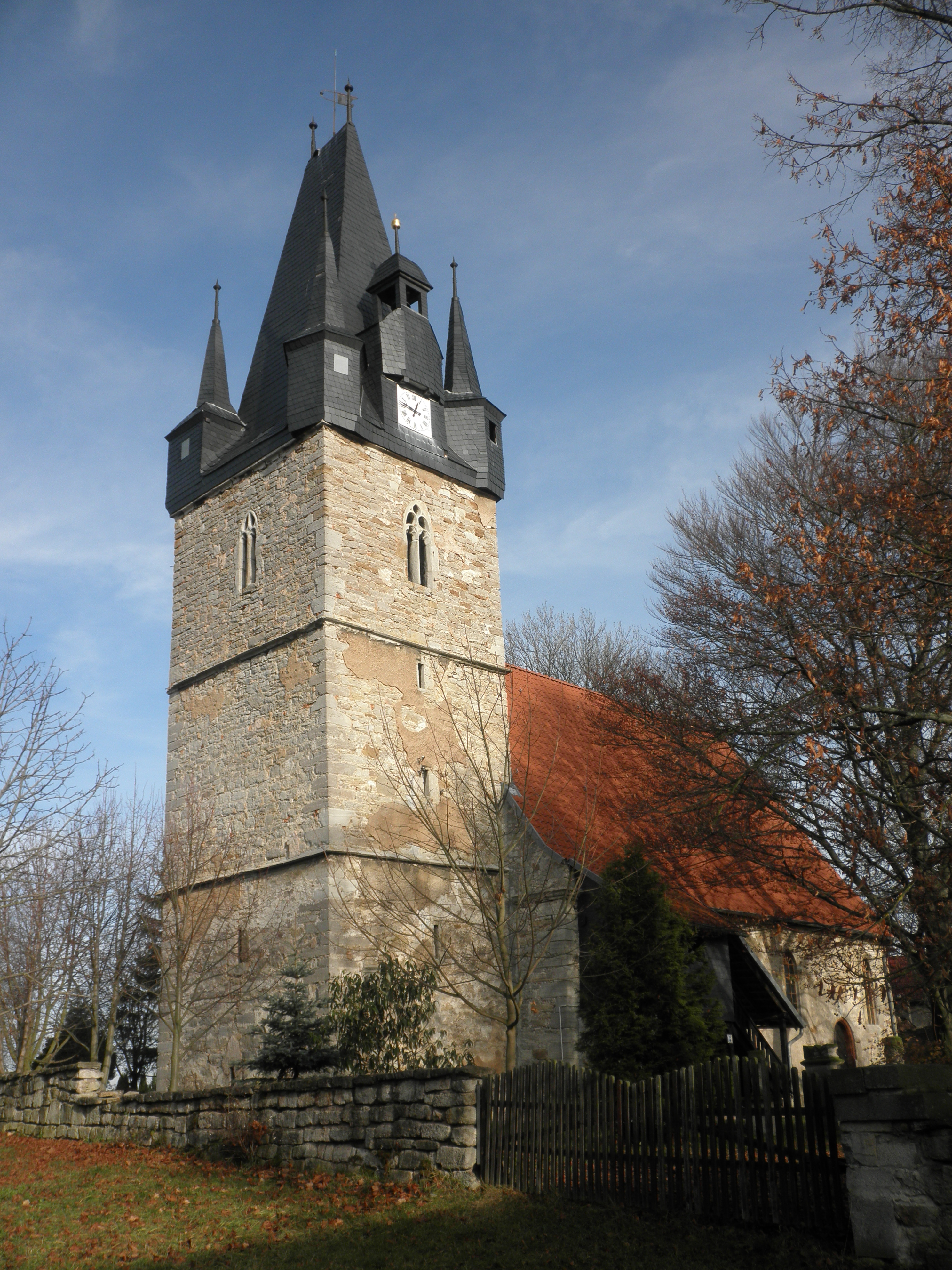
St. Georg

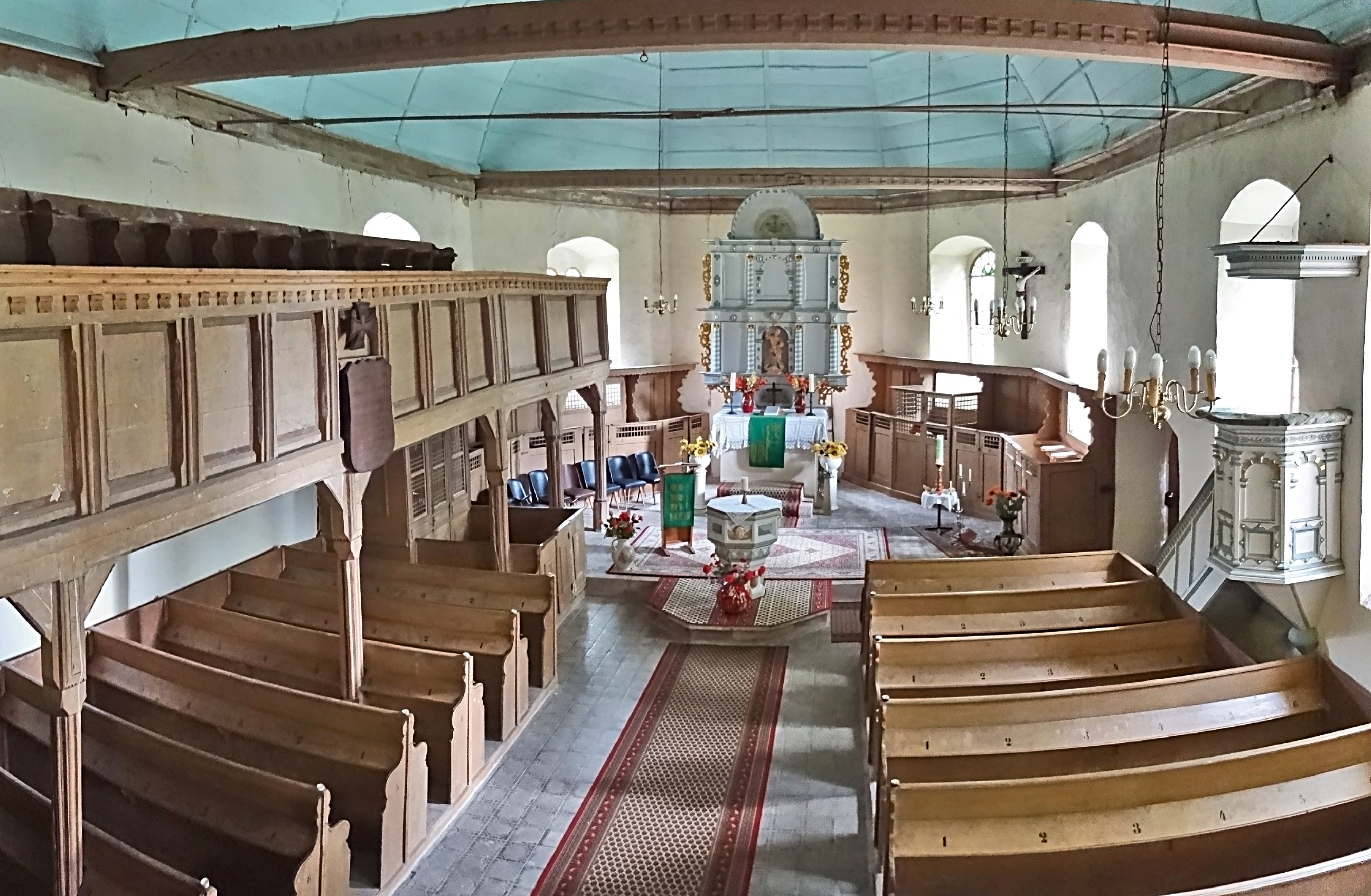
Innenansicht

Die denkmalgeschützte evangelisch-lutherische Kirche St. Georg steht in Toba, einem Ortsteil der Gemeinde Helbedündorf im Kyffhäuserkreis in Thüringen. Die Kirchengemeinde Toba gehört zum Pfarrbereich Holzthaleben im Pfarrbereich Ebeleben-Holzthaleben im Kirchenkreis Bad Frankenhausen-Sondershausen der Evangelischen Kirche in Mitteldeutschland.

## Beschreibung
Die Saalkirche wurde 1606 anstelle des mittelalterlichen Vorgängers gebaut. Sie ist mit einem Satteldach bedeckt. Ihr Chor im Osten hat einen dreiseitigen Abschluss. An der Südwestecke des Langhauses befindet sich außen eine überdachte Treppe, die zu den Emporen führt. Der Kirchturm auf quadratischem Grundriss wurde im 12. Jahrhundert aus Bruchsteinen gebaut und ist einer der schönsten Dorfkirchtürme Thüringens. Zur Stabilität sind seine drei Geschosse mit Ecksteinen versehen. Um 1515 wurde der Turm verändert. Er erhielt ein schiefergedecktes hohes Walmdach, das von vier schmucklosen Fialen flankiert wird. Das oberste Geschoss des Turms, in dem sich der Glockenstuhl befindet, hat Maßwerkfenster, drei davon mit Schneuß. Das Geläut besteht aus drei im Jahr 1921 von Schilling & Lattermann gegossenen Eisenhartgussglocken. Ihre Schlagtöne sind f´, a´und c´´. Der Innenraum hat an beiden Längsseiten Emporen und ist mit einem hölzernen Tonnengewölbe überspannt. 

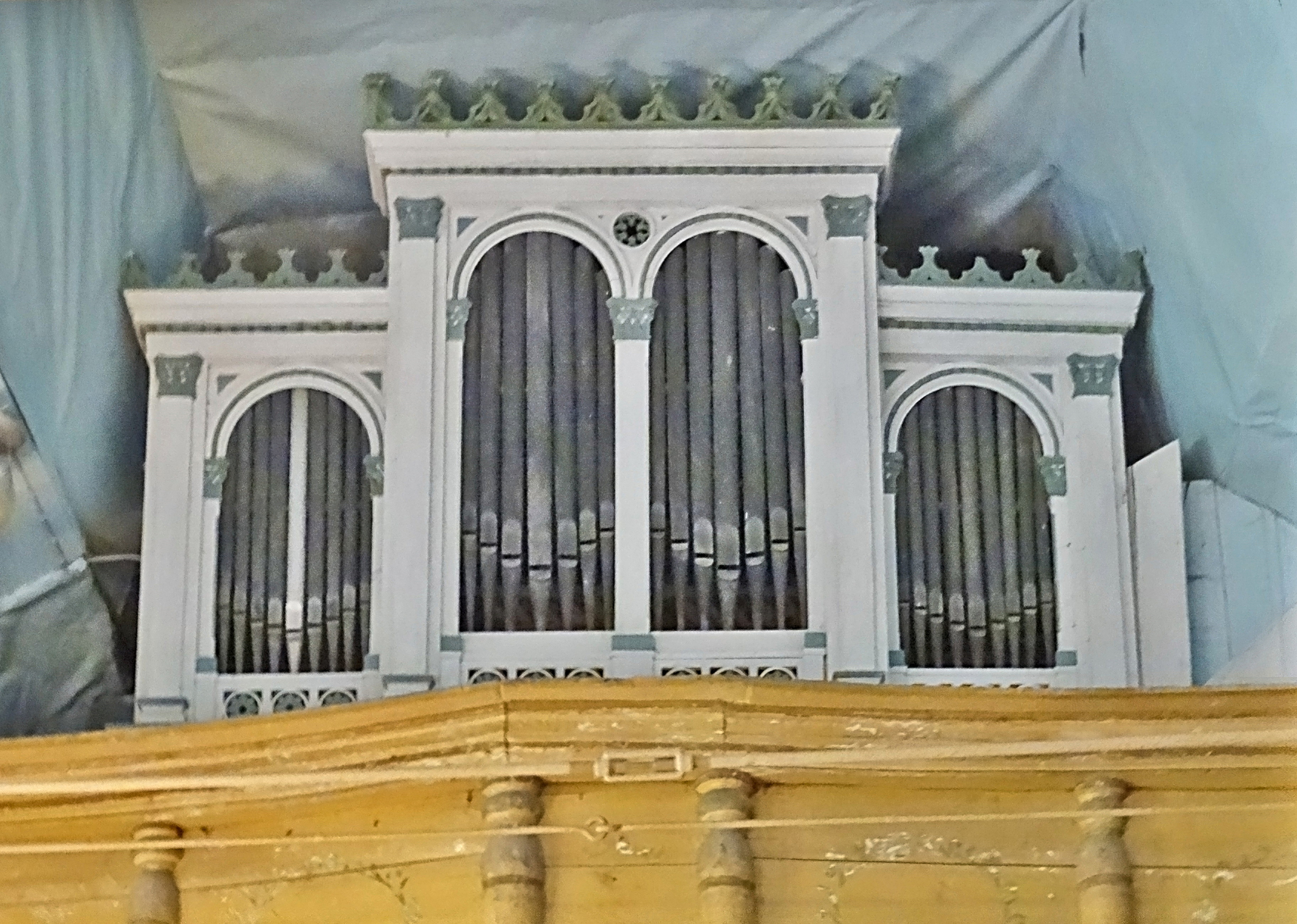
Strobel-Orgel

Im Westen befindet sich die Empore für die Orgel. Die Orgel mit 20 Registern, verteilt auf 2 Manuale und ein Pedal, wurde 1879 von Julius Strobel gebaut. Die übrige Kirchenausstattung ist vom Anfang des 17. Jahrhunderts.